# Franco Valle
Franco Valle (Genova, 15 febbraio 1940 – Genova, 10 aprile 2003) è stato un pugile italiano, medaglia di bronzo, nei pesi medi, ai Giochi olimpici di Tokyo 1964.

## Biografia

### Carriera tra i dilettanti
Ai Campionati Italiani dilettanti del 1962, a Modena, nei pesi medi, è eliminato da Giovanni Biancardi. L'anno dopo rimane inattivo. Risale sul ring nel 1964 e indossa la maglia azzurra, quel tanto da guadagnarsi la fiducia del selezionatore Natalino Rea. 
In vista delle Olimpiadi di Tokyo del 1964, infatti, il posto spetterebbe al napoletano Mario Lamagna. Rea, però, lo ritiene troppo indolente e lo lascia a casa, promuovendo Valle. La mossa si rivela di successo. 
A  Tokyo, Franco Valle batte con verdetto unanime il brasiliano Luis Cesar e il cileno Guillermo Salinas. Perde in semifinale con il tedesco  Emil Schulz ma conquista la medaglia di bronzo.

### Carriera tra i professionisti
Valle combatte solo sei volte tra i professionisti, sempre nei medi. Esordisce il 5 febbraio 1965, battendo ai punti, a Milano, l'uruguayano Jorge Fiordelmondo. Dopo due vittorie prima del limite, incappa nei pugni di Tommaso Truppi, due volte avversario di Nino Benvenuti per il titolo italiano e perde ai punti. 
Subisce la "vendetta" di Mario Lamagna, sempre ai punti. Dopo un'altra sconfitta contro Giovanni Capasso, il 19 gennaio 1966, si ritira dal pugilato agonistico.

## Palmarès
| Anno | Manifestazione  | Sede  | Evento    | Risultato | Note |
| ---- | --------------- | ----- | --------- | --------- | ---- |
| 1964 | Giochi olimpici | Tokyo | Pesi medi | Bronzo    |      |